# Louis Dejean
Pour les articles homonymes, voir Dejean.
Louis Dejean, né le 9 juin 1872 dans le 17e arrondissement de Paris, ville où il est mort le 6 janvier 1953 dans le 15e arrondissement, est un sculpteur et médailleur français.

## Biographie
Louis Dejean est professeur de sculpture à l'académie scandinave au no 6 rue Jules-Chaplain à Paris. Il est l'un des membres de la bande à Schnegg. D'abord élève à l'école des Arts décoratifs, il intègre ensuite comme praticien les ateliers d'Antonin Carlès puis d'Auguste Rodin.
Il réalise durant sa carrière plusieurs sculptures décoratives pour des bâtiments publics (mairies et préfectures) et reçoit commande de plusieurs monuments aux morts au lendemain de la Grande Guerre : le monument aux morts de Saint-Quentin, celui de Monteux (Vaucluse) en 1921, de Saint-Ouen en 1922, et de Villers-Cotterêts en 1923, …[réf. souhaitée]
Il expose en 1928 au Salon d'automne un groupe de plâtre nommé Relevailles et réalise en 1935 une grande statue de La Paix en bronze doré de 9,15 m de hauteur (à visiter à Farmingdale (New York), Pinelawn Memorial Park) pour la grande salle à manger du paquebot Normandie. En 1937, il participe aux nombreux décors sculptés à l'occasion de l'Exposition universelle, à Paris : on lui doit notamment une figure féminine couchée pour le parvis du palais de Tokyo.

## Œuvres dans les collections publiques

### AuxÉtats-Unis
- San Francisco, California Palace of the Legion of Honor : 
  - La Parisienne (Femme debout), 1904, statuette en terre cuite ;
  - Femme assise, statuette en terre cuite.

### EnFrance
Douai, Musée de la Chartreuse
- En soirée, XIXe siècle, bronze

Mont-de-Marsan, Musée Despiau Wlérick :
- Torse féminin, 1926, marbre

Nantes, Musée des Beaux-Arts
- Paul Albert Laurens, avant 1926

Paris : 
- jardin des Poètes : 
  - buste de Théophile Gautier
- musée d'art moderne de la ville de Paris, près de la fontaine du palais de Tokyo : 
  - Muse allongée, sculpture en pierre, commande pour l'Exposition spécialisée de 1937.
- musée d'Orsay :
  - La Parisienne, Dame au grand manteau, 1904, statuette, 27 × 45 × 34 cm.
- Petit Palais : 
  - Jeune femme en robe longue décolletée, avec une mante au col relevé, dite La Parisienne, 1904, plâtre
  - Sortie de bal, non daté, plâtre
  - Jeune femme en robe décolletée sur un tabouret, non daté, plâtre
  - Jeune femme debout vêtue d'une cape et coiffée d'un chapeau à larges bords, non daté, plâtre
  - Danseuse, les bras au-dessus de la tête, 1909, plâtre
  - Danseuse au voile, v. 1900, plâtre
  - Buste de Le Nôtre, 1907, plâtre
  - Eve, XXe siècle, bronze

Poitiers, Musée Sainte-Croix : 
- Jeune fille se coiffant, avant 1929, bronze

Saint-Quentin, Musée des Beaux-Arts Antoine Lécuyer : 
- Torse de femme, 1923, bronze

### En Belgique
- Bruxelles :
  - Nu debout (plâtre)  - Archives, patrimoine et réserve précieuse - Université libre de Bruxelles

## Médailles
- La Fondation Carnegie pour la Paix Internationale, 1909, médaille en bronze, 80 × 52 mm, 195 grammes.